# Dinah Washington
Dinah Washington, właśc. Ruth Lee Jones (ur. 29 sierpnia 1924 w Tuscaloosa, Alabama, USA, zm. 14 grudnia 1963 w Detroit, Michigan, USA) – amerykańska wokalistka jazzowa.
Największy rozgłos zyskała w latach 40. XX wieku, współpracując m.in. z zespołem Lionela Hamptona. Charakterystyczne dla jej stylu były inspiracje czerpane z bluesa i gospels. Powszechnie uważa się, że wywarła znaczny wpływ na współczesną wokalistykę jazzową.
Zmarła w wyniku przypadkowego przedawkowania środków nasennych. W 1993 została wprowadzona do Rock and Roll Hall of Fame.

## Dyskografia

### Albumy
- 1950: Dinah Washington Songs
- 1952: Blazing Ballads
- 1952: Dynamic Dinah
- 1953: After Hours with Miss D
- 1954: Jazz Sides
- 1954: Dinah Jams
- 1955: For Those In Love
- 1956: In the Land of Hi-Fi
- 1956: Dinah!
- 1956: The Swingin' Miss D
- 1957: The Fats Waller Songbook
- 1957: The Bessie Smith Songbook
- 1957: Dinah Washington Sings Bessie Smith
- 1957: Dinah Washington Sings Fats Waller
- 1957: Music for a First Love
- 1957: Music for Late Hours
- 1958: Newport (1958) [live]
- 1959: The Queen
- 1959: What a Diff'rence a Day Makes!
- 1960: I Concentrate on You
- 1960: Two of Us
- 1962: In Love
- 1962: Dinah '62
- 1962: Drinking Again
- 1962: Tears and Laughter
- 1963: Back to the Blues
- 1963: Dinah '63
- 1963: In Tribute
- 1963: The Good Old Days
- 1963: The Late, Late Show
- 1964: A Stranger on Earth